# Siple-eiland
Siple-eiland is een eiland in de Zuidelijke Oceaan nabij het vasteland van Antarctica, ten westen van Carneyeiland. Het eiland is 6.390 km² groot en wordt niet door een land geclaimd. Het eiland is geheel bedekt door sneeuw. Het hoogste punt van het eiland, de vulkaan Mount Siple, is 3.110 meter hoog. Aan de voet van Mount Siple bevindt zich Cape Dart.
Het eiland heeft in 1967 van Advisory Committee on Antarctic Names zijn naam gekregen, vernoemd naar de ontdekkingsreiziger Paul Siple.